# Invasion japonaise de la Mandchourie
Pour les articles homonymes, voir Bataille de Mandchourie.
Batailles
Invasion japonaise de la Mandchourie
- Mukden
- Jiangqiao
- Pont de la rivière Nen
- Jinzhou
- Harbin
- Pacification du Mandchoukouo
- Rehe
- Grande Muraille
- Mongolie-intérieure (Suiyuan)

L’invasion japonaise de la Mandchourie commence le 19 septembre 1931, lorsque la Mandchourie est envahie par l'Armée japonaise du Guandong, immédiatement après l'incident de Moukden. Les Japonais y forment, le 18 février 1932, un État fantoche, appelé Mandchoukouo, qui leur est entièrement assujetti et qui perdure jusqu'en août 1945, date de l'invasion soviétique de la Mandchourie.

## Invasion
Immédiatement après l'explosion à l'origine de l'incident de Moukden, les Japonais cernèrent la garnison chinoise toute proche et attaquèrent les troupes qui y étaient cantonnées, sous prétexte que toute propriété du Japon devaient être protégée des assauts des troupes chinoises. Cinq cents soldats japonais s'en prirent donc à une garnison chinoise forte de quelque sept mille soldats à Beidaying. Zhang Xueliang, avec l'approbation implicite du gouvernement de Chiang Kaï-shek, avait déjà prévenu ses hommes de ne prendre part à aucun combat et de mettre les armes hors de portée des Japonais dans l'éventualité d'une invasion. Du coup, les Japonais ne rencontrèrent aucune résistance à Beidaying, et procédèrent le 19 septembre à l'occupation complète de la garnison et des villes principales de Moukden (Shenyang en chinois), Changchun (Tchang-Tchouen en français de l'époque), Antung (aujourd'hui Dandong), et des environs directs. Lorsque des combats eurent lieu, ce fut en général dû à des malentendus entre le gouvernement central chinois et ses troupes, qui étaient supposées avoir reçu l'ordre de ne pas résister. En quelques jours, les trois provinces du Heilongjiang, du Jilin et du Liaoning (où se situait Moukden) furent prises par les Japonais.
« Il est hors de doute que le gouvernement japonais, mis devant le fait accompli, était impuissant […]. Le Premier ministre expliqua au souverain qu'il avait ordonné à l'armée du Guandong de regagner ses bases ». De son côté, le ministre de la Guerre, Minami, envoya « un télégramme à Moukden dans lequel il approuvait l'action […] mais souhaitait aussi que l'affaire ne prît pas d'autre ampleur ». « Les activistes de l'armée du Guandong décidèrent de passer outre, et ce fut de leur propre initiative qu'ils lancèrent l'offensive contre Changchun le 20 » du mois, déclenchant l'invasion de la Mandchourie. Les militaires l'avaient emporté sur le pouvoir civil, une situation qui annonçait la pression grandissante des militaires sur les civils au cours des années trente (assassinat du Premier ministre en 1932, tentative de coup d'État du 26 février 1936), jusqu'à la Seconde Guerre mondiale.
En quelques jours, les trois provinces du Heilongjiang, du Jilin et du Liaoning (où se situe Moukden) sont prises par les Japonais. Le 20 novembre, une conférence du gouvernement chinois se met en place. La faction de Canton du Kuomintang y insiste pour que Chiang Kaï-shek démissionne, vu la débâcle en Mandchourie et le manque de résistance sérieuse des troupes chinoises. Chiang démissionne le 15 décembre. Sun Ke, le fils de Sun Yat-sen, prend le poste de président de la république de Chine, et fait le vœu de défendre Jinzhou, une autre ville du Liaoning, rapidement perdue en janvier 1932.
« S'il ne fait aucun doute que les conspirateurs lancèrent l'incident de leur propre initiative, le gouvernement nippon, et l'empereur en personne, ne devaient pas tarder à considérer la nouvelle situation en Mandchourie avec sérénité », et à reprendre à leur compte les conséquences de l'invasion de la Mandchourie. Le 18 février 1932, l'État du Mandchoukouo est proclamé sur le territoire de la Mandchourie. Formellement indépendant, il n'est en fait qu'un protectorat japonais. Les acteurs de l'opération furent promus, démontrant que si les conspirateurs militaires avaient agi de leur propre initiative, ils l'avaient fait dans un contexte japonais plus vaste, favorable à une politique de puissance sur le continent asiatique.
Le 31 mai 1933 est finalement signé la trêve de Tanggu créant notamment une zone démilitarisée étendue jusqu'à cent kilomètres au sud de la Grande Muraille, de Pékin à Tianjin.
L'empire du Japon poursuivit sa politique expansionniste en Chine, déclenchant en 1937 la seconde guerre sino-japonaise puis en 1939 une attaque ratée contre la Mongolie pro-soviétique lors de la bataille de Khalkhin Gol.
Le gouvernement du Mandchoukouo demeurera en place, sous contrôle japonais jusqu'en août 1945, date de l'invasion soviétique de la Mandchourie.

## Après-coup

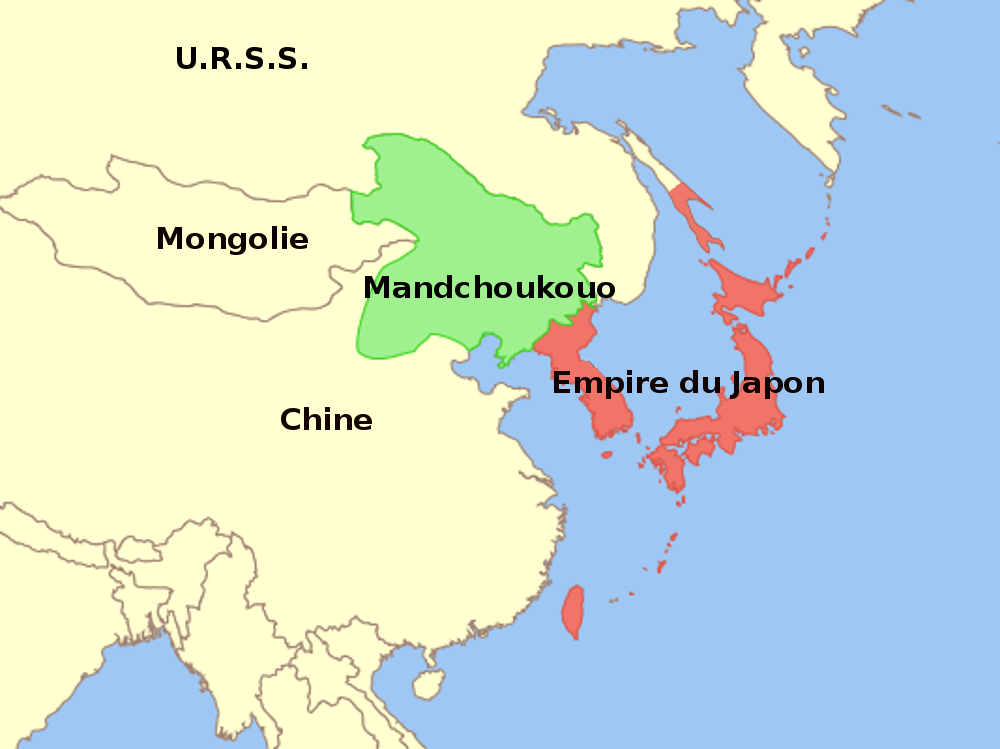
Carte du Mandchoukouo.

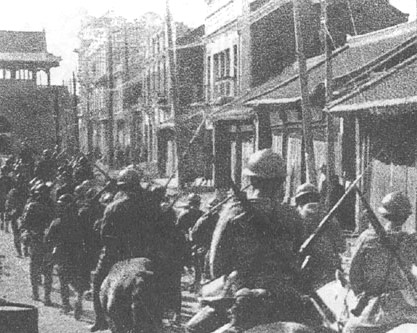
Troupes japonaises entrant à Shenyang.

L'opinion publique chinoise s'en prit sévèrement à Zhang Xueliang pour son manque de réaction, même si le gouvernement central se trouvait indirectement responsable de cette stratégie. Nombreux furent ceux qui soulignèrent que l'armée du Nord-Est de Tchang, forte de près de cinquante mille hommes, aurait pu ne faire qu'une bouchée de l'armée du Guandong, seulement forte de onze mille hommes, et que la perte de trois provinces sans même opposer aucune résistance était une honte pour le peuple chinois. De plus, l'arsenal militaire de Zhang en Mandchourie était à l'époque considéré comme le plus moderne de Chine, et ses troupes possédaient quelques chars, une soixantaine d'avions, quatre mille fusils et un ou deux bataillons d'artillerie.
En réalité, la force à première vue plus importante des troupes de Zhang était diminuée par un certain nombre de facteurs. D'abord, l'armée du Guandong possédait une importante réserve de forces qui pouvaient être rapidement amenées de Corée, alors une colonie japonaise. Ensuite, plus de la moitié des troupes de Zhang se trouvaient stationnées au sud de la Grande Muraille, dans la province du Hebei, et de ce fait ne pouvait pas être déployées assez rapidement pour s'opposer aux Japonais, au nord de la muraille. Enfin, les troupes de Zhang étaient relativement mal entraînées et mal commandées par rapport à leurs ennemis japonais. Mais le plus important, peut-être, reste que des agents japonais avaient noyauté le commandement de Zhang, grâce à sa dépendance passée (et celle de son père Zhang Zuolin) à des conseillers militaires japonais pour équiper l'armée du Nord-Est à ses débuts, et ses chefs de guerre. Ainsi, les Japonais connaissaient l'armée du Nord-Est de fond en comble, et pouvaient conduire leurs opérations à leur guise. Par exemple, les Japonais détinrent les pilotes de Zhang dans la nuit de l'incident, rendant ainsi son aviation inutile.
Surtout, le gouvernement chinois ne résista pas parce qu'il était préoccupé par des problèmes internes, notamment le nouveau gouvernement indépendant de Canton, dirigé par Hu Hanmin, les insurrections communistes, et la terrible inondation du Yang-tsé, qui fit plusieurs dizaines de milliers de réfugiés. Ensuite, Zhang Xueliang se trouvait dans un hôpital de Pékin, soi-disant à cause d'un problème de dépendance à la drogue. Dans ces circonstances, l'ambassade de Chine protesta fermement auprès du gouvernement japonais, appela à l'arrêt immédiat des opérations japonaises en Mandchourie et en appela à la Société des Nations, le 19 septembre. Le 24 octobre, la Société des Nations passa une résolution demandant le retrait des troupes japonaises, et que celui-ci soit effectué pour le 16 novembre. Le Japon rejeta la résolution et insista pour négocier directement avec le gouvernement chinois.
Les négociations prirent place de façon intermittente sans véritable résultat. Le 20 novembre, une conférence du gouvernement chinois prit place où la faction de Guangzhou du Kuomintang insista pour que Chiang Kaï-shek démissionne étant donné la débâcle en Mandchourie. Chiang démissionna le 15 décembre. Sun Ke, le fils de Sun Yat-sen, prit le poste de président de la république de Chine et fit le vœu de défendre Jinzhou, une autre ville du Liaoning, qui fut rapidement perdue en janvier 1932. Wang Jingwei remplaça Sun Ke par la suite.

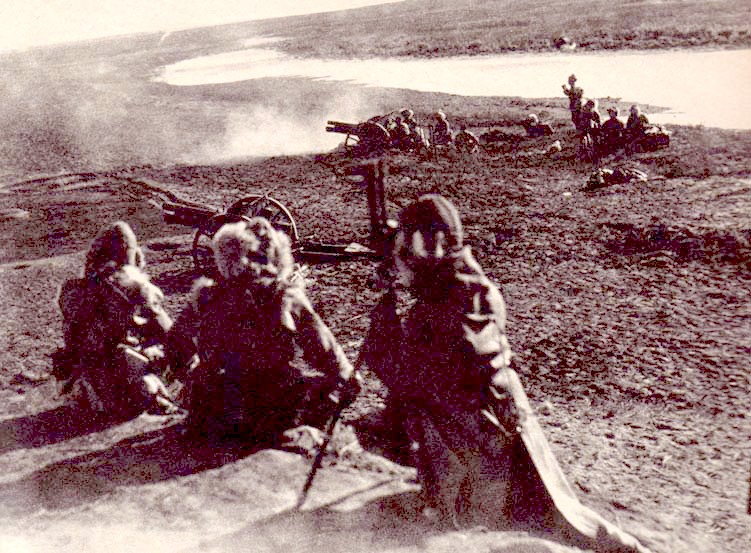
Artillerie japonaise en action en Mandchourie (octobre-novembre 1931). Le haut niveau technologique des armes (canons à frein de recul, télémètre) et l'équipement de bonne qualité (vêtements adaptés au froid) des soldats ont constitué des facteurs essentiels de la victoire japonaise.

Le 7 janvier 1932, les États-Unis, par la voix de leur secrétaire général Henry Lewis Stimson, déclarèrent qu'ils ne reconnaîtraient aucun gouvernement établi sous la pression des Japonais en Mandchourie. Le 14 janvier, la commission de la Société des Nations, sous l'égide de Lord Lytton, arriva à Shanghai afin d'examiner la situation. En mars, l'État fantoche du Mandchoukouo vit le jour, avec à sa tête le dernier empereur de Chine, Puyi. Le 2 octobre, le rapport Lytton fut publié, rejetant la thèse japonaise que l'incident de Moukden était une simple opération défensive. Le rapport assurait aussi que le Mandchoukouo était un produit de l'agression japonaise en Chine, même si le Japon pouvait avoir de légitimes intérêts en Mandchourie étant donné ses implantations économiques dans la région. La Société des Nations refusa donc de reconnaître le Mandchoukouo comme une nation indépendante. Cela causa le départ du Japon de la Société des Nations en mars 1933.
Les Japonais poursuivirent et amplifièrent leur politique expansionniste en Chine, en déclenchant en 1937 la seconde guerre sino-japonaise. En août 1945, l'invasion soviétique de la Mandchourie mit un terme à l'administration japonaise sur la région ; la Mandchourie fut ensuite rétrocédée à la république de Chine. L'instabilité de la région, consécutive à la guerre, en fit l'un des principaux théâtres d'opération de la dernière phase de la guerre civile chinoise.